# Многопеременная логистическая функция
Многопеременная логистическая функция (в программировании также используется англ. Softmax) — это обобщение логистической функции для многомерного случая. Функция преобразует вектор {\displaystyle z} размерности {\displaystyle K} в вектор {\displaystyle \sigma } той же размерности, где каждая координата {\displaystyle \sigma _{i}} полученного вектора представлена вещественным числом в интервале [0,1] и сумма координат равна 1.
Координаты {\displaystyle \sigma _{i}} вычисляются следующим образом:
{\displaystyle \sigma (z)_{i}={\frac {e^{z_{i}}}{\displaystyle \sum _{k\mathop {=} 1}^{K}e^{z_{k}}}}}

## Применение в машинном обучении
Многопеременная логистическая функция применяется в машинном обучении для задач классификации, когда количество возможных классов больше двух (для двух классов используется логистическая функция). Координаты {\displaystyle \sigma _{i}} полученного вектора при этом трактуются как вероятности того, что объект  принадлежит к классу {\displaystyle i}. Вектор-столбец {\displaystyle z} при этом рассчитывается следующим образом:
{\displaystyle z=w^{T}x-\theta }
где {\displaystyle x} — вектор-столбец признаков объекта размерности {\displaystyle M\times 1}; {\displaystyle w^{T}} — транспонированная матрица весовых коэффициентов признаков, имеющая размерность {\displaystyle K\times M}; {\displaystyle \theta } — вектор-столбец с пороговыми значениями размерности {\displaystyle K\times 1} (см. перцептрон), где {\displaystyle K}— количество классов объектов, а {\displaystyle M} — количество признаков объектов.
Часто Softmax используется для последнего слоя глубоких нейронных сетей для задач классификации. Для обучения нейронной сети при этом в качестве функции потерь используется перекрёстная энтропия.